# La Baronia de Rialb
La Baronia de Rialb er en catalansk by og kommune i La Noguera regionen  i Provinsen Lleida i det nordøstlige Spanien. Byen har 231(2024) indbyggere, og et areal på 145,03 km².